# Melissoptila fiebrigi
Melissoptila fiebrigi är en biart som beskrevs av Brethes 1909. Melissoptila fiebrigi ingår i släktet Melissoptila och familjen långtungebin. Inga underarter finns listade i Catalogue of Life.